# Байдівська сільська рада
| Байдівська сільська рада — орган місцевого самоврядування у Старобільському районі Луганської області з адміністративним центром у с. Байдівка. Історична дата утворення: в 1995 році. Водоймища на території, підпорядкованій даній раді: річка Айдар. Сільській раді були підпорядковані населені пункти: - с. Байдівка |

## Склад ради
Рада складалася з 16 депутатів та голови.

### Керівний склад ради
| ПІБ                        | Основні відомості                                                         | Дата обрання | Дата звільнення |
| -------------------------- | ------------------------------------------------------------------------- | ------------ | --------------- |
| Козаченко Олексій Петрович | Сільський голова, 1930 року народження, освіта, член Партії регіонів      | 26.03.2006   | 31.10.2010      |
| Козаченко Олексій Петрович | Сільський голова, 1960 року народження, освіта вища, член Партії регіонів | 31.10.2010   |                 |

Примітка: таблиця складена за даними джерела